# Otto Jarl
Otto Jarl (né le 10 avril 1856 en Uppland ; mort le 16 novembre 1915 dans le quartier de Dornbach à Vienne) est un sculpteur autrichien originaire de Suède.

## Biographie
Otto Jarl a étudié à Stockholm à la Skolan Tekniska (école technique) et à l'Académie des beaux-arts de Vienne. Il est le gendre de Friedrich von Schmidt. 
Otto Jarl est reconnu particulièrement dans la sculpture animalière. L'une de ses œuvres les plus connues est un lion assis, monument à la mémoire du major Franz Xaver Hackher zu Hart, le défenseur de la colline de Schloßberg, surplombant Graz, assiégé par l'armée française en 1809. Le monument a été érigé en 1909, mais il a été fondu en 1943 et remplacé en 1966 par une œuvre de Wilhelm Gösser s'inspirant de l'original. 
Une voie dans le quartier de Favoriten à Vienne a été baptisée de son nom, de même qu'à Graz dans le quartier de Puntigam.